# 機動戦士ガンダムSEED COMPLETE BEST
『機動戦士ガンダムSEED COMPLETE BEST』（きどうせんしガンダムシード・コンプリート・ベスト）は、日本のオムニバスアルバムである。発売元はソニー・ミュージックアソシエイテッドレコーズ。

## 概要
- アニメ『機動戦士ガンダムSEED』の主題歌を集めたコンピレーションCD。
- 初回限定版のみ「あんなに一緒だったのに」が収録されている。なお、通常版に「あんなに一緒だったのに」が収録されていない理由は不明である。

## 収録曲
1. INVOKE-インヴォーク-/T.M.Revolution (4:18)
作詞:井上秋緒、作曲・編曲:浅倉大介
2. あんなに一緒だったのに/See-Saw (4:48)
作詞:石川千亜紀、作曲・編曲:梶浦由記
通常版では未収録となり、以降の曲のトラックが1つずつ繰り上がっている。
3. moment/Vivian or Kazuma (4:12)
作詞:Vivian or Kazuma、作曲・編曲:土橋安騎夫
4. Believe/玉置成実 (3:57)
作詞:西尾佐栄子、作曲:あおい吉勇、編曲:斉藤真也
5. RIVER/石井竜也 (4:51)
作詞・作曲:石井竜也、編曲:渡辺善太郎
6. Realize/玉置成実 (4:43)
作詞:BOUNCEBACK、作曲:大谷靖夫、編曲:荒井洋明・大谷靖夫
7. FIND THE WAY/中島美嘉 (5:24)
作詞:中島美嘉、作曲:Lori Fine (COLDFEET)、編曲:島健
8. Meteor -ミーティア-/T.M.Revolution (4:10)
作詞:井上秋緒、作曲・編曲:浅倉大介
9. INVOKE-インヴォーク-＜phase shift armoured version＞ /T.M.Revolution (6:20)
10. moment＜B4 ZA BEAT Remix＞/Vivian or Kazuma (5:09)
11. Believe -FREEDOM G CONTROL MIX-/玉置成実 (4:11)
12. RIVER 〜remix/石井竜也 (4:37)
13. Realize -EVERLASTING MIX-/玉置成実 (5:27)